# Anonychomyrma purpurescens
Anonychomyrma purpurescens é uma espécie de formiga do gênero Anonychomyrma.